# Platystoma seminationis
Platystoma seminationis ist eine relativ häufige Art aus der Familie der Breitmundfliegen (Platystomatidae). Die Art ist in Mitteleuropa weit verbreitet, jedoch unscheinbar. Charakteristisch sind die dunklen Flügel mit hellen Fensterfleckchen. Sie kann mit Platystoma lugubre verwechselt werden.
Die Imagines sind häufig an Waldrändern oder Hecken vor allem auf bis zu kniehoher Vegetation zu finden. Zur Nahrungsaufnahme besuchen sie gerne blühenden Zypressen-Wolfsmilch und blühende Doldengewächse mit ihrem offen dargebotenen Nektar. So kann man sie auf den blühenden Doppeldolden von Süßdolde (Myrrhis) und Giersch finden, aber auch an Fäkalien. Die Larven fressen im Boden an Pilzen und an von Pilzen befallenen Pflanzenwurzeln. Die Fliegen verfügen über ein hochentwickeltes, bisher kaum erforschtes Balzritual, bei dem sich Männchen und Weibchen nach einem Annäherungstanz regelrecht küssen.